# Turturdufvans röst
Turturdufvans röst är ett litet miniatyrhäfte med psalmsånger av Albert Johansson. Häftet innehåller 18 psalmtexter med melodihänvisningar. Häftet är tryckt både med modern stil på omslagets baksida och med frakturstil på omslagets framsida och alla psalmtexterna. Det trycktes 1890 på Nya Tryckeri-Bolaget i Karlshamn, som lät trycka upp ett flertal "kristeliga" tryck. Bland många andra även Harpoljud ett klotband med "andeliga sånger". Det lilla miniatyrhäftet med Albert Johanssons 18 psalmer erhölls för det facila priset 15 öre. Johanssons texter har egna titlar, som inte alltid är desamma som inledningsraderna i sångerna. Sång nummer 6 trycktes 1890 i K. F. Kaldéns Harpoljud första gången. 

## Innehåll
|    | |
| 1  | Snart brudgummen kommer att hämta med titeln "Han kommer"                                                     |
| 2  | Vad ej något öga sett med titeln "Ljusglimtar"                                                                |
| 3  | Då frestaren säger: Lämna Gud med titeln "Nej, o nej!" Mel.: Då, ja då                                        |
| 4  | Daniel i Babel beder med titeln "Daniel i lejongropen" Mel.: Nu en sång wi skola sjunga                       |
| 5  | Uppstånden är Kristus med titeln "Uppstånden är Kristus" Mel.: Upp genom luften                               |
| 6  | Vid tolv års ålder Mel.: Hwar är biljetten? eller Så bister kall är nordanwinden                              |
| 7  | Vem lade grund, vem sträckte mätesnöret med titeln "Det finns en Gud" Mel.: O, store Gud                      |
| 8  | Gud är mån om världens väl med titeln "Nåden är stor" Mel. Glad i mitt sinn' nr 58 i Pilgrimstoner            |
| 9  | Med vemod minnes jag de flydda dar med titeln "Den förlorade sonen" Mel.: Stjärnor hwarför tindren I så klart |
| 10 | Fåglarna sjunga på kvist med titeln "Kasta din omsorg på Herren" Mel.: Dold mellan furorna                    |
| 11 | Jag vet en dyrbar flod med titeln "Den stora lönen" Mel.: Det finns en ros                                    |
| 12 | Från Patamos Johannes fick skåda med titeln "Från Patamos" Mel.: Från härliga höjder                          |
| 13 | Jag går framåt i Jesu namn med titeln "Korsets stridsmän" Mel.: Ehwad dig möter, kära wän                     |
| 14 | O milde Jesus, jag din bild betraktar med titeln "O, milde Jesus!" Mel.: O, store Gud                         |
| 15 | O, jag vet ett land med titeln "O, jag wet ett land" Mel.: O, jag mins en gång                                |
| 16 | Gå framåt, du Herrens trogna kämpaskara med titeln "Gå framåt" Mel.: Gläd dig nu, du Herrens lilla barnaskara |
| 17 | Till din åminnelse, o Jesus kär med titeln "Nattwardssång" Mel.: O, Jesu kär                                  |
| 18 | Kring källan sitter en syskonring med titeln "Nattwardssång" Mel.: Jag har i himlen en wän                    |

### Fotnoter
1. ↑  ”Turturdufvans röst” (på engelska). Worldcat. https://www.worldcat.org/title/turturdufvans-rost-sanger-for-kyrkan-och-hemmet/oclc/23434911&referer=brief_results. Läst 17 oktober 2017.